# Droits LGBT à Madagascar
- Mariage reconnu
- Autre type d’engagement reconnu
- Mariage à l’étranger reconnu
- Reconnaissance limitée du mariage homosexuel
- Reconnaissance limitée du mariage conclu à l’étranger (droit de séjour)
- Pas de reconnaissance des couples homosexuels

- Lois restreignant la liberté d’expression et d’association
- Peine théorique non appliquée en pratique
- Peine d’emprisonnement
- Peine de mort théorique et personnes non poursuivies
- Peine de mort

Les personnes lesbiennes, gays, bisexuelles,transgenres, queer (LGBTQ+) à Madagascar font face à des situations que ne connaissent pas les citoyens non-LGBT.

## Lois concernant les relations sexuelles entre personnes de même sexe
Les relations sexuelles homosexuelles entre les personnes d'au moins 21 ans sont légales à Madagascar. Le Code pénal prévoit une peine d'emprisonnement de deux à cinq ans et une amende de 2 à 10 millions d'Ariary (900 à 4 500 $ US) pour les actes « indécents ou contre nature avec un individu du même sexe de moins de 21 ans ».

## Reconnaissance des couples homosexuels
Madagascar ne reconnaît ni le mariage homosexuel ni les unions civiles entre personnes de même sexe.

## Adoption par les couples homosexuels
Seuls les couples mariés hétérosexuels disposent du droit d'adoption à Madagascar.

## Conditions de vie des homosexuels
En 2011, le rapport sur les droits de l'homme du département d'État américain a révélé qu'« il sévit une discrimination sociétale générale à l'encontre de la communauté LGBT » et que « l'orientation sexuelle et l'identité de genre n'étaient pas largement discutées dans le pays, les attitudes du public allant de l'acceptation tacites au rejet violent, en particulier des travailleurs du sexe transgenres ». Le rapport a également révélé que « les travailleurs du sexe LGBT étaient fréquemment la cible d'agressions, notamment de violences verbales, de jets de pierres et même de meurtre ». 
En décembre 2019 est votée une loi punissant les violences basées sur le genre. Elle passe de justesse, certains députés l'accusant de promouvoir l'homosexualité, bien que le terme ne figure pas dans le texte de loi. La sociologue et ancienne présidente du Conseil national des femmes de Madagascar Noro Ravaozanany note que « la société malgache n’est pas prête à bouger sur les droits des homosexuels. L’égalité hommes-femmes est déjà une gageure en 2020, même dans les milieux intellectuels ».
Le même mois, le chanteur D-Lain, homosexuel, sort un clip où il apparaît dans une église avec Zatia Rocher, la première Malgache ouvertement transgenre, déclenchant une vague d'homophobie sur les réseaux sociaux.
En 2020, une femme de 33 ans est arrêtée pour détournement de mineur à l'égard d'une femme de 19 ans, sa mère ayant porté plainte. En effet, une loi punit d'emprisonnement « quiconque aura commis un acte impudique ou contre-nature avec un individu de son sexe, mineur de moins de 21 ans ». La mère voulait se venger de la décision de sa fille de porter plainte contre son père, qui l'avait violée. Une campagne de soutien au couple s'organise sur les réseaux sociaux, tandis que Noro Ravaozanany déclare qu'il est « scandaleux que la mère n’ait pas défendu sa fille contre cet inceste. [...] C’est une vengeance de la part de la mère et une façon de couvrir l’accusation d’inceste et de viol ». Sur Internet, les soutiens du couple sont victimes d'insultes et de menaces de mort ; des religieux, les accusant de faire la « promotion de l’homosexualité », proposent par ailleurs une thérapie de conversion pour la jeune femme. Si l'homosexualité n'est pas illégale à Madagascar, elle est cependant fermement condamnée par la société.
Début juillet 2021, le gouvernement malgache annule une soirée LGBT qui se tenait dans un bar d'Antananarivo, au motif d'. Elle était organisée depuis trois ans de façon annuelle pour mettre en avant la communauté LGBT de l'île. La directrice de l'établissement conteste cette décision, entraînant une menace de fermeture du bar.